# Лебедев, Пётр Семёнович (генерал-майор)
Пётр Семёнович Лебедев (17 января 1903 — 30.10.1978) — советский военачальник, начальник политического отдела 59-й армии, член Военного Совета 59-й Армии. Генерал-майор (06.12.1942).

## Биография
Родился 17 января 1903 года в деревне Новые Стрижи (ныне — Шкловский район Могилевской области Белоруссии).
В составе Красной Армии с 1925 года.
С 1925 по 1926 год проходил обучение в полковой школе в г. Могилёв.
С 1926 по 1929 год проходил обучение в военной школе имени ВЦИК в Москве.
Член ВКП(б) с 1927 года.
С 1930 по 1938 год продолжил обучение в различных военных академиях.
Участник Великой Отечественной войны с 1941 по 1945 год на Брянском, Северо-Западном, Волховском, Ленинградском, 1-м Украинском фронтах. Получил тяжелое ранение.
С 20 марта 1941 года по 21 мая 1941 года полковой комиссар 29-го механизированного корпуса.
С 21 мая 1941 года по 1 сентября 1941 года полковой комиссар 12-го механизированного корпуса. Был в плену.
С 14 ноября 1941 года по 2 июля 1942 года начальник политического отдела 59-й армии.
6 декабря 1942 года повышен в звании до генерал-майора.
С июня 1942 по август 1945 года член Военного Совета 59-й Армии.
Будучи членом Военного совета 59-й Армии в наступательных операциях 1943 года и в начале 1944 года показал умение руководить боевыми операциями, часто бывая в частях на переднем крае, лично много помогал политическому аппарату частей налаживать их работу во время боя.
За умелое руководство партийно-политическим аппаратом армии и успешное выполнение заданий командования был награждён 15 апреля 1944 года орденом Отечественной войны I степени.
В январе—феврале 1944 года принимал участие в освобождении Новгорода.
В составе 59-й армии Пётр Семёнович Лебедев дошёл до Кракова и Праги.
В отставке с 1961 года.
После выхода на пенсию занимался активным военно-патриотическим воспитанием молодёжи, выступая с лекциями в Новгороде.
Умер 30 октября 1978 года. Похоронен на Даниловском кладбище в Москве.

## Общественное признание
29 декабря 1977 года решением Новгородского городского Совета народных депутатов за участие в боевых действиях на новгородской земле и большую военно-патриотическую работу с молодёжью Новгорода присвоено звание «Почётный гражданин города Новгорода».

## Награды
- Орден Красного Знамени (17.11.1939)
- Орден Красного Знамени (21.02.1944)
- Орден Красного Знамени (06.11.1945)
- Орден Красной Звезды (03.11.1944)
- Орден Кутузова II степени (06.04.1945)
- Орден Ленина (20.04.1953)
- Орден Отечественной войны (29.06.1945)
- Медаль «За оборону Ленинграда» (22.12.1942)
- Медаль «За победу над Германией в Великой Отечественной войне 1941—1945 гг.» (09.05.1945)
- Знак «Участнику боёв у Халхин-Гола»